# Киличев, Фаррух Комилович
Киличев Фаррух Комилович (узб. Qilichev Farruh, анг, Farrukh Kilichev родился 15 сентября 1985 года, Джизак) — узбекский тренер по боксу.

## Биография
Киличев Фаррух Комилович родился 15 сентября 1985 года. С 1995 года начал заниматься боксом в г. Жиззахе выступал в полутяжелом весовой категории, многократный чемпион Узбекистана. В 2008 году окончил Узбекский государственный институт физической культуры в Ташкенте (УзГосИФК).
С 2005 года начал заниматься тренерской деятельностью по боксу в Чирчикском колледже олимпийского резерва (с 2018 года Чирчикская специализированная школа-интернат олимпийского резерва). В 2016 году стал старшим тренером по боксу этой школы.
Наиболее высоких результатов среди воспитанников Киличева добились:
- Рузметов Дильшодбек[1][2].
- Рахмонов, Жахонгир, бронзовый призёр чемпионата Азии среди юношей[3][4][5].
- Казакова, Феруза, чемпионка Азии среди юниоров[6].
- Эргашев, Тимур, серебряный призёр чемпионата Азии среди юношей[7].
- Садулаев, Тимурбек, серебряный призёр чемпионата Азии среди юношей[3].

## Семья
Женат, воспитывает троих сыновей.

## Государственные награды
- Орден «Соглом авлод учун» II степени (2024)[8].
- Медаль «Шухрат» (2019)[9].
- Заслуженный тренер Республики Узбекистан (2021)[10].